# Лук лентолепестный
Лук лентолепестный (лат. Allium taeniopetalum) — многолетнее травянистое растение, вид рода Лук (Allium) семейства Луковые (Alliaceae).

## Распространение и экология
В природе ареал вида охватывает Памиро-Алай. Эндемик.
Произрастает на скалах.

## Ботаническое описание
Луковица почти шаровидная, диаметром 1—2 см. Стебель высотой 20—40 см, от выступающих жилок ребристый.
Листья в числе двух—трёх, шириной 1—2 см, почти ремневидные, зеленые, по краю почти гладкие, значительно короче стебля.
Чехол в два раза короче зонтика, коротко заострённый. Зонтик пучковато-полушаровидный или шаровидный, многоцветковый, густой. Цветоножки неравные, внутренние  до полутора раз длиннее околоцветника, остальные в два—четыре раза, при основании без прицветников. Листочки звёздчатого околоцветника тёмно-розово-фиолетовые, с зеленоватой жилкой, линейные, тупые, позднее вниз отогнутые, скрученные, длиной 8—12 мм. Нити тычинок в полтора раза короче листочков околоцветника, при основании с околоцветником сросшиеся, между собой спаянные в кольцо, шиловидные; пыльники фиолетовые. Завязь почти сидячая, шероховатая.
Коробочка яйцевидная или почти шаровидная, диаметром около 5 мм.

## Классификация

### Таксономия
Вид Лук лентолепестный входит в род Лук (Allium) семейства Луковые (Alliaceae) порядка Спаржецветные (Asparagales).
|  |                                      |  |                                                             |                                                             |                   |  | ещё 24 семейства (согласно Системе APG II) | ещё 24 семейства (согласно Системе APG II) |                        |  |  |  | ещё более 870 видов |
|  |                                      |  |                                                             |                                                             |                   |  | ещё 24 семейства (согласно Системе APG II) | ещё 24 семейства (согласно Системе APG II) |                        |  |  |  | ещё более 870 видов |
|  |                                      |  |                                                             | порядок Спаржецветные                                       |                   |  |                                            |                                            | род Лук                |  |  |  |                     |
|  |                                      |  |                                                             | порядок Спаржецветные                                       |                   |  |                                            |                                            | род Лук                |  |  |  |                     |
|  | отдел Цветковые, или Покрытосеменные |  |                                                             |                                                             | семейство Луковые |  |                                            |                                            | вид Лук лентолепестный |  |  |  |                     |
|  | отдел Цветковые, или Покрытосеменные |  |                                                             |                                                             | семейство Луковые |  |                                            |                                            |                        |  |  |  |                     |
|  |                                      |  | ещё 44 порядка цветковых растений (согласно Системе APG II) | ещё 44 порядка цветковых растений (согласно Системе APG II) |                   |  |                                            | ещё около 300 родов                        | ещё около 300 родов    |  |  |  |                     |
|  |                                      |  |                                                             | ещё 44 порядка цветковых растений (согласно Системе APG II) |                   |  |                                            |                                            | ещё около 300 родов    |  |  |  |                     |

### Представители
В рамках вида выделяют несколько подвидов:
- Allium taeniopetalum subsp. mogoltavicum (Vved.) R.M.Fritsch & F.O.Khass.
- Allium taeniopetalum subsp. taeniopetalum
- Allium taeniopetalum subsp. turakulovii R.M.Fritsch & F.O.Khass.